# شهرستان تونگو
شهرستان تونگو (به لاتین: Tonggu County) یک شهرستان‌های جمهوری خلق چین در چین است که در یچان واقع شده‌است.